# Lansargues
Lansargues är en kommun i departementet Hérault i regionen Occitanien i södra Frankrike. Kommunen ligger i kantonen Mauguio som tillhör arrondissementet Montpellier. År 2022 hade Lansargues 3 130 invånare.

## Befolkningsutveckling
Antalet invånare i kommunen Lansargues
Referens:INSEE